# Reacció de Koch

Mecanisme de la reacció de Koch

La reacció de Koch és una reacció orgànica per a la síntesi d'àcids carboxílics terciaris a partir d'alcohols o alquens. La reacció és una carbonilació fortament catalitzada per àcids utilitzant monòxid de carboni, i normalment es produeix a altes pressions que oscil·len entre 50 i 5.000 k Pa, sovint requereixen temperatures uns centenars de graus superiors a la temperatura ambient. Generalment la reacció es realitza amb àcids minerals forts com l'àcid sulfúric, HF o BF ₃.

## Mecanisme
Quan s'utilitzen catalitzadors àcids estàndard com l'àcid sulfúric o una barreja de BF ₃ i HF, el mecanisme comença per la protonació de l'alcè, seguida de l'atac de monòxid de carboni del carbocatió resultant. El catió acili posterior s'hidrolitza a l'àcid carboxílic terciari. Si el substrat és un alcohol, es protona i, posteriorment, s'elimina, generant un carbocatió que es converteix en catió acili pel monòxid de carboni i després s'hidrolitza. La formació de carbocatió terciari és típicament afavorida termodinàmicament quan es consideren els desplaçaments d'hidrur o alquil en el carbocatió.
Les operacions a gran escala per a la indústria química fina produeixen gairebé 150.000 tones d'àcids de Koch i els seus derivats anualment però també generen una gran quantitat de residus, la qual cosa motiva els intents en curs d'utilitzar metalls, àcids sòlids i altres catalitzadors nous per permetre l'ús de condicions de reacció més suaus. L'àcid fòrmic, que es descompon fàcilment en monòxid de carboni en presència d'àcids o de calor relativament baix, s'utilitza sovint en lloc del monòxid de carboni directament; aquest procediment es va desenvolupar poc després de la reacció de Koch i s'anomena més comunament la reacció de Koch-Haaf. Aquesta variació permet reaccions a temperatura i pressió ambient gairebé estàndard. Alguns àcids de producció industrial Koch habitual inclouen l'àcid pivàlic, l'àcid 2,2-dimetilbutíric i l'àcid 2,2-dimetilpentanoic.

## Ús i variacions del catalitzador
L'aplicació industrial a gran escala de la reacció de Koch amb àcids minerals forts es complica per la corrosió dels equips, els procediments de separació dels productes i la dificultat per gestionar grans quantitats d'àcids residuals. S'han investigat diverses resines àcides i líquids iònics àcids per tal de descobrir si els àcids de Koch es poden sintetitzar en entorns més suaus. Tot i que l'ús de líquids iònics àcids per a la reacció de Koch requereix temperatures i pressions relativament altes (8 MPa i 430 K en un estudi de 2006), les solucions iòniques àcides en si es poden reutilitzar amb només una lleugera disminució del rendiment, i el les reaccions es poden dur a terme de forma bifàsica per garantir una fàcil separació dels productes. També s'ha investigat un gran nombre de catalitzadors de catalitzadors de metalls de transició per utilitzar-los en reaccions semblants a Koch: catalitzadors de cations de carbonil Cu(I), Au(I) i Pd(I) carbonil dissolts en sulfúric. l'àcid pot permetre que la reacció progressi a temperatura ambient i pressió atmosfèrica. L'ús d'un catalitzador de tetracarbonil de níquel amb CO i aigua com a nucleòfil es coneix com a carbonilació de Reppe, i hi ha moltes variacions d'aquest tipus de carbonilació mediada per metalls utilitzats a la indústria, especialment els utilitzats per Monsanto i els processos Cativa, que converteixen metanol. a àcid acètic utilitzant catalitzadors àcids i monòxid de carboni en presència de catalitzadors metàl·lics.

## Productes secundaris
Les reaccions de Koch poden implicar un gran nombre de productes secundaris, tot i que generalment són possibles rendiments elevats (Koch i Haaf van informar de rendiments superiors al 80% per a diversos alcohols al seu article de 1958). S'observen reordenaments de carbocations, eterització (en cas que s'utilitzi un alcohol com a substrat, en lloc d'un alquè) i, ocasionalment, els àcids carboxílics C N+1 del substrat s'observen a causa de la fragmentació i dimerització dels ions carbeni derivats del monòxid de carboni, sobretot perquè cada pas de la reacció és reversible. També se sap que els àcids alquilsulfúrics són possibles productes secundaris, però normalment s'eliminen per l'excés d'àcid sulfúric utilitzat.

## Aplicacions
Les reaccions de tipus Koch-Haaf veuen un ús extensiu en el disseny racional de fàrmacs com una manera convenient de generar àcids carboxílics terciaris crucials. Empreses com Shell i ExxonMobil produeixen àcid pivàlic a partir d'isobutè mitjançant la reacció de Koch, així com diversos altres àcids carboxílics ramificats. Tanmateix, les reaccions de Koch-Haaf també s'utilitzen per a l'interrogació de diversos altres temes. Com que els reactius es troben en diferents fases, la reacció de Koch s'ha utilitzat per estudiar la cinètica de reaccions dels sistemes gas-líquid-líquid, així com per consultar l'ús de resines àcides sòlides i líquids iònics àcids per reduir els residus de subproductes perillosos.